# رامان ساندرام
 رامان ساندرام (انگلیسی: Raman Sundrum؛ زاده ) یک فیزیک‌دان هندی‌تبار اهل ایالات متحده آمریکا است.